# Unión Estepona Club de Fútbol
La Unión Estepona Club de Fútbol va ser un club de futbol amb seu a Estepona, a la comunitat autònoma d'Andalusia. Fundat l'any 1995, jugava a Tercera Divisió – Grup 9, i celebrava els partits a casa a l'Estadi Francisco Muñoz Pérez, amb una capacitat de 4.500 espectadors.
El 2014, l'equip va ser dissolt i substituït pel CD Estepona FS.

## Temporada a temporada
| Temporada | Nivell | Divisió    | Lloc | Copa del Rei |
| --------- | ------ | ---------- | ---- | ------------ |
| 1995/96   | 6      | 1a Reg.    | 2n   |              |
| 1996/97   | 5      | Reg. Pref. | 7è   |              |
| 1997/98   | 5      | Reg. Pref. | 2n   |              |
| 1998/99   | 5      | Reg. Pref. | 10è  |              |
| 1999/00   | 5      | Reg. Pref. | 4t   |              |
| 2001/02   | 5      | Reg. Pref. | 3r   |              |
| 2002/03   | 5      | Reg. Pref. | 9è   |              |
| 2003/04   | 5      | Reg. Pref. | 4t   |              |
| 2004/05   | 5      | 1a Anda.   | 7è   |              |
| 2005/06   | 5      | 1a Anda.   | 9è   |              |
| 2006/07   | 5      | 1a Anda.   | 3r   |              |
| 2007/08   | 5      | 1a Anda.   | 2n   |              |
| 2008/09   | 4      | 3a         | 1r   |              |
| 2009/10   | 3      | 2a B       | 9è   |              |
| 2010/11   | 3      | 2a B       | 18è  |              |
| 2011/12   | 4      | 3a         | 2n   |              |
| 2012/13   | 4      | 3a         | 15è  |              |
| 2013/14   | 4      | 3a         | R    |              |

- 2 temporades a Segona Divisió B
- 4 temporades a Tercera Divisió

## Antics jugadors
- Ángel Guirado
- Catanha